# Personal Software Process
Personal Software Process (PSP) är en process utvecklad av Software Engineering Institute (SEI) på Carnegie Mellon University (CMU) i USA. 
Processen är ett förslag på hur man kan höja kvaliteten på utvecklingsprocessen (enligt CMM-skalan). Ramverket beskriver metoder för att på ett disciplinerat sätt att arbeta, göra storleks- och resursuppskattningar, samt mäta på sin produktiviteten och sin kvalitet. Detta ger en insikt om programvaruutvecklingen genom att se hur kvaliteten och produktividiteten förbättras över tiden. 
Grundläggande filosofi bakom PSP: 
- En tydlig struktur på arbetet och de delmoment som skall utföras,
- planering av arbetet samt kontroll av hur man ligger till relativt planen genom kontinuerlig mätning på sin process och produkt,
- återkoppling av insamlade data för förståelse och förbättring av sitt arbetssätt,
- fokusering på kvalitet genom att minska antalet fel som införs och öka andelen fel som hittas och elimineras.